# Megalithanlage von Knockbrack
Die Megalithanlage von Knockbrack (irisch An Cnoc Breac, auch Labbadermot genannt) liegt etwa 1,6 km westlich von Cleggan auf der Aughrus Halbinsel in der Region Connemara, unmittelbar am Strand der Sellerna-Bucht im County Galway in Irland. 
Eine Klassifizierung ist schwierig und die Anlage wird daher oft als unclassified geführt, aber auch als wahrscheinliches Wedge Tomb.
Wedge Tombs (deutsch: Keilgräber, früher wedge-shaped gallery grave genannt) sind doppelwandige, ganglose, mehrheitlich ungegliederte Megalithanlagen der späten Jungsteinzeit und der frühen Bronzezeit und typisch für die Westhälfte Irlands.
Die ungewöhnlich schmale, nur 0,8 m breite megalithische Kammer, der insgesamt etwa vier Meter langen, west-ost-gerichteten Anlage ist halb gefüllte mit Sand, Muscheln und kleinen Steinen. Sie wird von einer ungewöhnlich langen und überstehenden Deckenplatte aus örtlichem Steinmaterial bedeckt. Die Seiten bilden jeweils drei Tragsteine.
In der Nähe liegt das Cleggan Court Tomb.